# Heinrich Aye

Heinrich Aye (1851–1923) (Fotografie aus seiner Zeit als Pastor in Eutin)

Heinrich Aye (* 29. Januar 1851 in Frestedt (Dithmarschen); † 22. Mai 1923 in Bad Schwartau) war ein deutscher Pastor, Heimatforscher, Gründer des Ostholstein-Museums Eutin und Archäologe.

## Leben

### Jugend & Studium
Heinrich Aye wurde 1851 als Sohn eines Lehrers und Organisten in Frestedt in Dithmarschen geboren und übernahm bereits im Alter von 12 Jahren für seinen Vater das Spielen der Orgel. Nach dem Tod des Vaters 1866 besuchte er das Gymnasium in Meldorf und in Husum, das er 1872 mit dem Abitur abschloss. Anschließend studierte er Theologie in Leipzig, Kiel und Jena. Seine Theologischen Examina legt er in Kiel und Arolsen ab.

### Pfarrer in Pyrmont
Von 1877 bis 1881 war er als Pfarrer in Pyrmont tätig.

### Pfarrer in Eutin
Am 15. Mai 1881 war Heinrich Aye Pfarrer in Eutin, der Residenzstadt des Fürstentums Lübeck. Dort gründete er eine Volks- und Jugend Bibliothek. Auf seine Anregung hin wurden 1885 eine Herberge für Handwerksgesellen auf Wanderschaft und 1888 eine auf Heimarbeit gründende Organisation ("Eutiner Hausfleiß"), die die wirtschaftliche Situation insbesondere älterer Menschen verbessern sollte, gegründet.
In Eutin erwachte sein Interesse für die Geschichte der Stadt – 1885 gab er das "Uthinische Kirchengedächtnis" heraus, 1891/92 erschien – basierend auf von ihm gehaltenen Vorträgen – "Aus Eutins vergangenen Tagen" – das erste und für ca. 70 Jahre das maßgebliche Geschichtsbuch für Eutin.

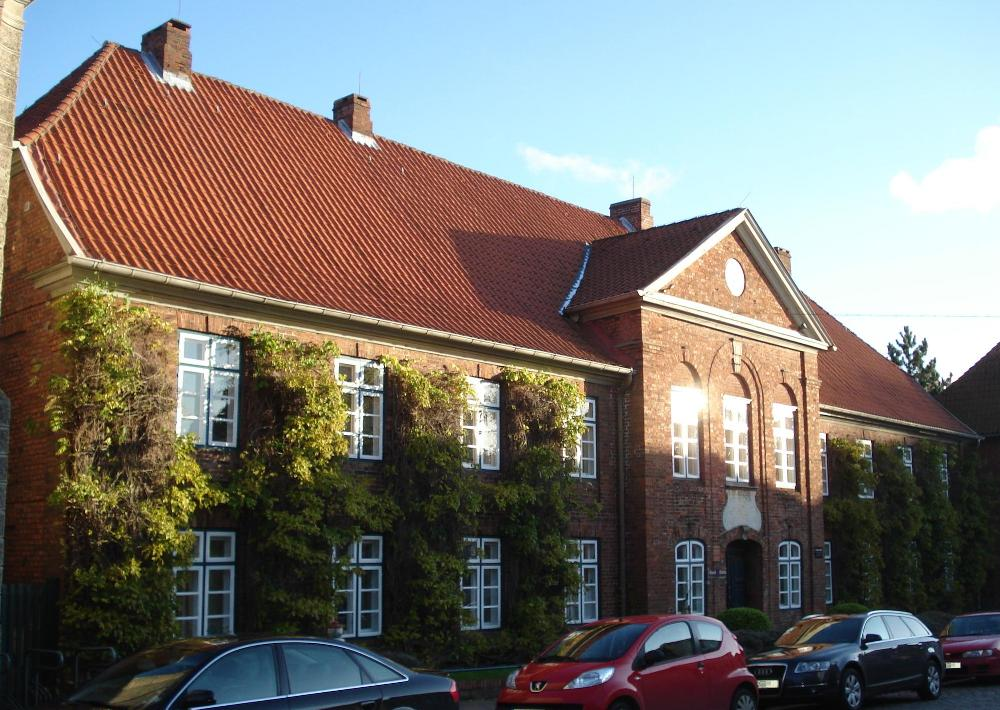
Das (ehemalige) St. Georg-Hospital in Eutin – ab 1896 das Gebäude des Eutiner Heimatmuseums (dem heutigen Ostholstein-Museum Eutin)

Im Oktober 1889 erschien Heinrich Ayes Aufruf zur Gründung eines Heimatmuseums (dem nach dem Meldorfer Heimatkundemuseum zweiten in Schleswig-Holstein). Daraufhin wurde der "Vereines für Altertumskunde und Geschichte im Fürstentum Lübeck" gegründet und die ersten Museumsgegenstände wurden gespendet und eine erste Ausstellung eingerichtet werden. 1896 konnte das Museum die für eine Ausstellung geeigneten Räume im ehemaligen St.-Georg-Hospital beziehen. Aus dieser Aye'schen Initiative ging das heutige Ostholstein-Museum Eutin hervor.
Die von Heinrich Aye angeregten archäologischen Grabungen in der Umgebung von Eutin brachten bronzezeitliche und eisenzeitliche Funde zu Tage.

### Pfarrer in Stolberg, Osterweddingen und Schleiz
Im April 1897 wechselte Heinrich Aye nach Stolberg, wo er Oberpfarrer, Konsistorialrat, Hofprediger und Superintendent bei Fürst Wolfgang Georg von Stolberg-Stolberg wurde – mit dem er sich bereits 1898 überwarf, weshalb er Stolberg 1900 verließ.
Im selben Jahr wurde er Pfarrer in Osterweddingen (bei Magdeburg) von wo er 1903 als Kirchenrat, Hofprediger und Superintendent nach Schleiz wechselte.

### Ruhestand in Lichterfelde, Köln, Hamburg und Bad Schwartau
1906 wurde er pensioniert und zog nach Lichterfelde (bei Berlin) später nach Köln und 1911 nach Hamburg.
1915 zog er nach Bad Schwartau im Fürstentum Lübeck, wo er 1923 starb. Beerdigt wurde er in Eutin.

## Veröffentlichungen
- Das Uthinische Kirchen-Gedächtnis nach Fr. Cogelius, Eutin 1885
- Aus Eutins vergangenen Tagen (Eine Vortragsreihe in zwei Bänden), Eutin 1891/1892
- Allerhand Sang und Klang, Eutin 1895  (gewidmet Charlotte Vahldiek).
- Eutin vor 100 Jahren. In: Die Heimat. Monatsschrift des Vereins zur Pflege der Natur- und Landeskunde in Schleswig-Holstein, Hamburg und Lübeck. Bd. 5 (1895), Heft 9 und 10, September und Oktober 1895, S. 180–190 (Digitalisat).
- Die Apostelgeschichte in religiösen Betrachtungen für das moderne Bedürfnis (5. Band von "Das Neue Testament in religiösen Betrachtungen für das moderne Bedürfnis"), Gütersloh 1908

## Familie
1879 heiratete Heinrich Aye Johanne Marie Friederike Söht (* 5. September 1856 in Heide; † 18. Mai 1916 in Bad Schwartau), mit der er eine Tochter und drei Söhne hatte.
Ayes Sohn Julius Haye (* 4. November 1887 in Eutin; † 7. November 1914 in Tsingtau) diente in der Kaiserlichen Marine zuletzt als Oberleutnant zur See. Er fiel während des Ersten Weltkriegs bei der Verteidigung von Tsingtau gegen japanische Truppen.